# Marinera

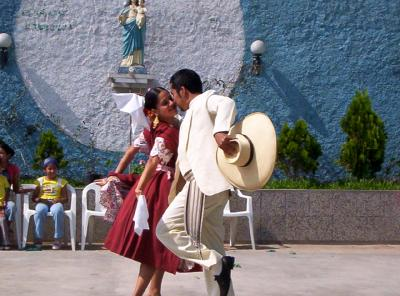
Marinera Norteña

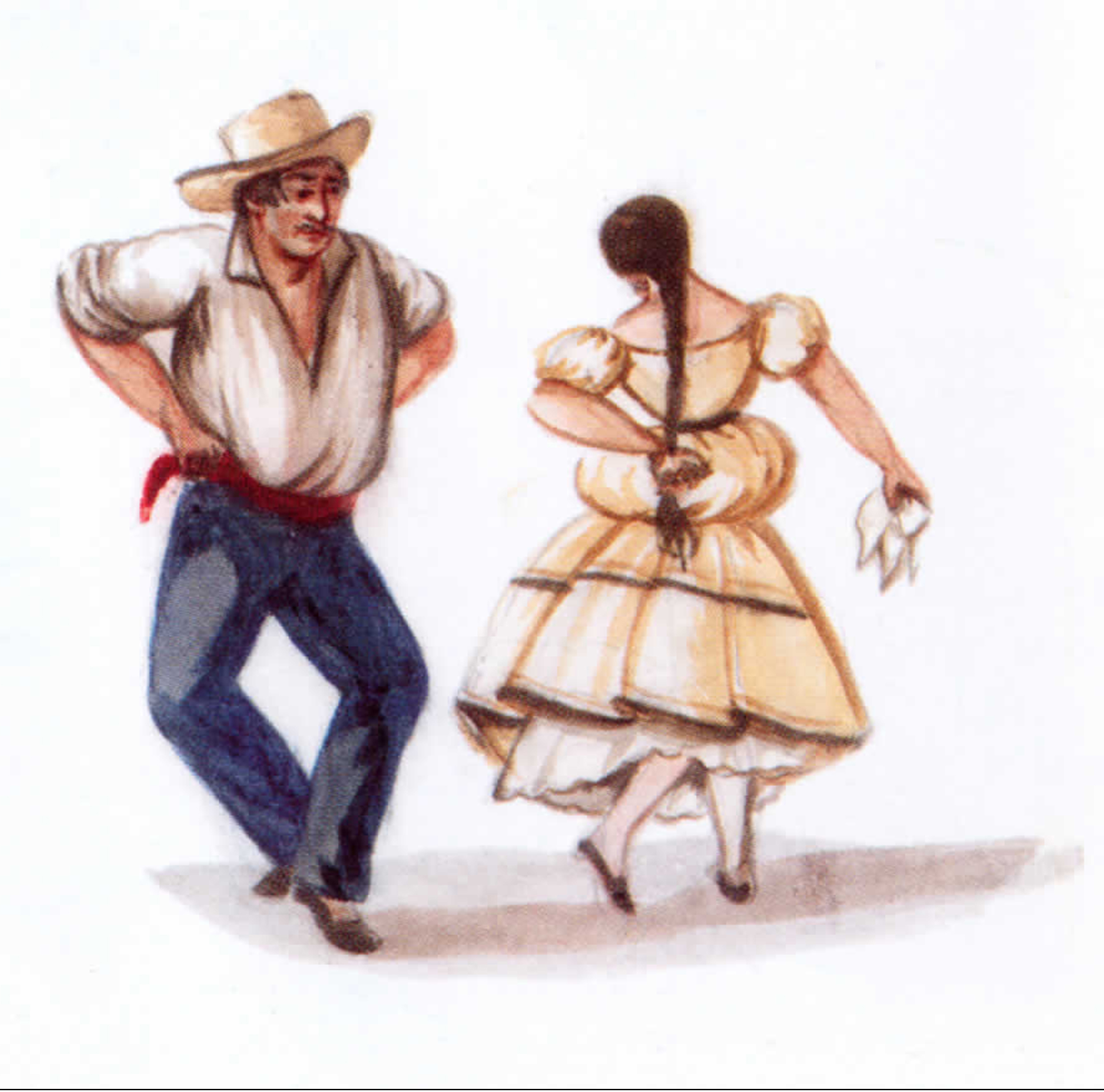
La Marinera, secondo l'acquarellista peruviano Pancho Fierro

La Marinera è una danza costiera del Perù; è un ballo di coppia aggraziato e romantico che usa i fazzoletti come oggetti di scena. La danza è una rievocazione elegante e stilizzata di un corteggiamento, e mostra una miscela delle diverse culture del Perù. La danza stessa ha ottenuto molti riconoscimenti ed è una delle danze tradizionali più popolari del Perù. Sin dagli anni '60, nel mese di gennaio, nella città di Trujillo, dichiarata capitale nazionale di questa danza con la legge n. 24.447, il 24 gennaio 1986, si tiene un Concorso nazionale di Marinera Norteña. Nel 2012, il Congresso della Repubblica Peruviana ha dichiarato il 7 ottobre Giornata della Marinera nella città di Trujillo, che viene celebrata con una parata ed esibizioni di danza.
L'origine della Marinera è generalmente ricondotta alla Zamacueca. Tuttavia, ci sono molte altre teorie a proposito della provenienza. L'accompagnamento tradizionale per la danza è costituito da cajón, clarinetti, chitarre, tamburi e bugle.

## Storia

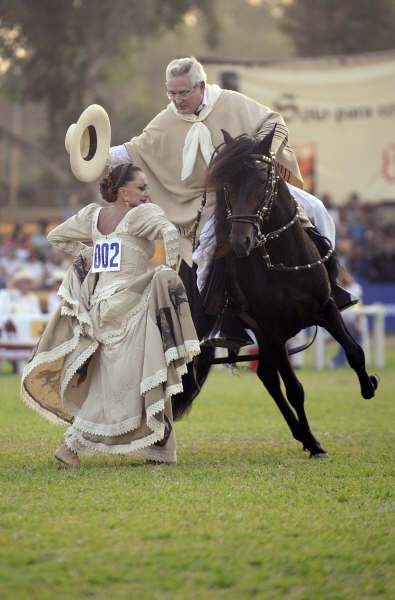
Passo peruviano ballando la marinera

L'origine esatta della danza è indeterminata, ma è una miscela inconfondibile di influenze ritmiche spagnole, moresche, andine e zingare. Sebbene lo stile della Marinera fosse in circolazione da secoli in Perù, ottenne il nome di "Marinera" in onore della Marina de Guerra del Perú nel 1879, quando il Perù entrò in guerra contro il Cile. L'antico nome del ballo era "Chilena" dovuto alle relazioni amichevoli tra le due nazioni, ma a causa della situazione ostile, in un momento patriottico, fu deciso di ribattezzarlo.
Secondo lo storico peruviano Romulo Cuneo Vidal, la Zamacueca era essa stessa una danza di riposo durante i tempi dell'impero Inca (e in alcune culture pre-incaiche). Quindi, provenendo da un tale lontano background nativo peruviano, la danza è di per sé semplicemente una derivazione di un'antica danza peruviana. Quello che aiuta a convalidare questa affermazione sono gli antichi huacos raffiguranti persone che riposano nelle posizioni di Zamacueca.
La prima Marinera da scrivere con una notazione musicale fu La Concheperla composta da Abelardo Gamarra Rondó e José Alvarado, da Rosa Mercedes Ayarza de Morales nel 1894.

## Teorie sulla creazione

### Proposta peruviana
La rivendicazione del Perù è che la danza sia esclusivamente peruviana. Secondo lo storico peruviano Romulo Cuneo Vidal, la Zamacueca era essa stessa una danza di riposo durante i tempi dell'impero Inca (e in alcune culture pre-incaiche). Quindi, provenendo da un tale lontano background nativo peruviano, la danza è di per sé semplicemente una derivazione di un'antica danza peruviana. Quello che aiuta a convalidare questa affermazione sono gli antichi huacos raffiguranti persone che riposano nelle posizioni di Zamacueca.

### Proposta Africana
La rivendicazione africana è che la Marinera ha radici africane. Gli schiavi africani del Sud America ballavano la "Zamba Culeca", una danza che in seguito è stata ribattezzata "Zamacueca". Quindi, dal momento che la "Zamacueca" deriva da radici africane, allora anche tutte le danze che ne derivano sono di origine africana.

### Proposta Spagnola
Alcuni preferiscono l'idea che i balli da sala dei giorni del vicereame (portati dall'Europa) siano quelli che più tardi si sono evoluti nelle danze latino americane come la Marinera. Secondo i suoi sostenitori, i ritmi europei come "Fandango" e "Cashuas" hanno portato alla creazione della Sajuriana cilena, dello Zambo venezuelano, del Cielo Gaucho argentino, del Tas-be messicano, del Bambuco colombiano, dell'ecuadoriano Amor Fino, e del Toro Mata peruviano.

## Varietà

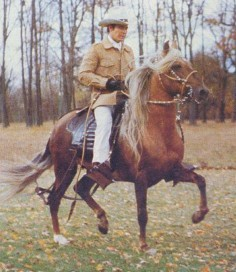
Passo Peruviano

Esistono diverse scuole e stili di danza della Marinera, in base al luogo. Ci sono accademie di ballo di Marinera in tutto il Perù, e spesso si tengono gare. La competizione più importante è il Concorso Nazionale della Marinera (Concurso Nacional de Marinera) che si tiene durante il Festival Nazionale della Marinera (Festival Nacional de Marinera), che si tiene a Trujillo, ogni anno a gennaio.
Le tre principali varianti sono la Marinera Limeña, la Marinera Norteña e la Marinera Serrana. A volte la Marinera è ballata con un Chalan montato su un Paso peruviano (Il cavallo che balla e il Chalan che lo dirige).

### Marinera Limeña (di Lima)
Questa Marinera è elegante e un po' lenta rispetto ad altre varianti. La danza può essere interpretata in toni bassi o alti. La Marinera di contrappunto o "canto de jarana" di solito consiste di tre Marineras, Resbalosa (Scivolosa), e una successione di "fugas" (fughe).
Al giorno d'oggi, la Marinera Limeña sembra essere messa in ombra dalla Marinera Norteña, per via delle sue caratteristiche popolari. Tuttavia la danza ha ancora un piccolo numero di fan che la ballano durante le feste di ottobre o durante l'anniversario di Lima.

### Marinera Norteña (del Nord)
Ha acquisito le caratteristiche della Marinera Limeña e abbastanza in fretta è diventata una nuova variante della danza. La danza stessa tende ad essere ritmata e, sebbene non così "elegante" come la Limeña, può anche essere molto alla moda. Anche se la danza è nata nelle coste settentrionali del paese, è diventata molto popolare in tutto il Perù.
È grazie a questa popolarità che la Marinera è considerata la Danza Nazionale del Perù, insieme al valzer peruviano.
Nella Marinera Norteña l'uomo indossa le scarpe, mentre la donna danza completamente scalza. Nella la pratica costante, le donne sono persino in grado di ballare a piedi nudi su una pavimentazione estremamente calda e su superfici molto ruvide, poiché le piante dei piedi diventano ben stagionate e ben temperate, qualcosa di cui sono davvero orgogliose".
"Il ballerino deve andare in pista indossando i suoi vestiti migliori ma a piedi nudi, nello stesso modo delle ragazze del nord del XIX secolo, costrette a ballare a piedi nudi su qualsiasi superficie senza mostrare disagio. I ballerini professionisti dovrebbero esercitarsi abbastanza per sviluppare grossi calli sulla pianta dei piedi."
"La Marinera Norteña permette agli uomini di indossare scarpe, ma le donne devono ballare scalze, sviluppando presto calli spessi sui loro piedi, che sono orgogliose di mettere in mostra".
"Fu a Trujillo che le ballerine iniziarono l'intera tradizione di andare scalze, alcune addirittura si vantano di poter mettere le sigarette sulle loro piante callose".
Oltre alle grandi capacità e alle costanti prove, la marinera richiede anche grandi sforzi fisici e sacrifici da parte dei ballerini, che devono allenarsi e seguire una dieta adeguata. Per rafforzare la pianta dei piedi è noto che molte danzatrici di marinera si allenano camminando a piedi nudi per strada, andando in luoghi diversi come parte della loro routine e nel loro tempo libero, diventando ciò che è noto come "gimnopodiste". Gli uomini, d'altra parte, hanno un'intensa pratica su "zapateo" e sui diversi passi della danza fino a quando non li padroneggiano. Un ballerino della marinera norteña lascia da parte la vita sociale, le riunioni di famiglia e le ore di riposo per dedicare tutto il tempo alla sua passione.
Non c'è un "vestito da Marinera". Le ballerine dovrebbero indossare gli abiti tipici delle città in cui viene eseguito questo stile di marinera. È obbligatorio però che le donne danzino a piedi nudi. È inaccettabile per loro indossare sandali, scarpe di tela, scarpette da ballo o qualsiasi tipo di calzature per eseguire questo ballo.
Per gli uomini è tipico indossare abiti "chalan", con poncho in cotone e ampio cappello di paglia. In alcuni posti indossano un completo bianco. Gli uomini indossano scarpe nere e lucide.

### Marinera Serrana
Questa Marinera è tipica delle regioni montuose del Perù. Di solito ha un tono minore ed è caratterizzato da un movimento più lento. Anche questa marinera viene ripetuta due volte, seguita da una "fuga di huayno". La seconda parte è più sentimentale della prima.